# Emma Stebbins
Emma Stebbins (ur. 1 września 1815 w Nowym Jorku, zm. 25 października 1882 tamże) – amerykańska rzeźbiarka.

## Życiorys
Urodziła się 1 września 1815 roku w Nowym Jorku w majętnej rodzinie. Pobierała nauki w pracowni portrecisty Henry’ego Inmana. W 1843 roku dołączyła do nowojorskiej National Academy of Design, a w 1847 roku wystawiała prace w akademii Pennsylvania Academy of Fine Arts.
W latach 1857–1870 przebywała w Rzymie, gdzie z początku kształciła się u amerykańskiego rzeźbiarza Benjamina Paula Akersa. We Włoszech poznała rzeźbiarkę Harriet Hosmer i związała się na całe życie z jej mecenaską, aktorką Charlotte Cushman. Tworzyła rzeźby na zamówienie, w tym pomnik działacza oświatowego Horace’a Manna (odlew w 1867) dla Old State House w Bostonie, czy statuę Christopher Columbus (1867), którą umiejscowiono w nowojorskim Central Parku (współcześnie w Brooklyn Civic Center). Jej najważniejszą pracą jest rzeźba anioła Angel of the Waters (1862, odlew: 1870) umiejscowiona na środku fontanny Bethesda Fountain w Central Parku. Była to pierwsza w Nowym Jorku rzeźba publiczna zamówiona u kobiety. Współcześnie pojawia się w tle licznych filmów i seriali telewizyjnych.
Gdy Cushman zaczęła mieć problemy ze zdrowiem, Stebbins ograniczyła działalność artystyczną, by móc opiekować się partnerką. Po jej śmierci poświęciła się opracowaniu spuścizny Cushman. Zmarła 25 października 1882 roku w Nowym Jorku.
Jej bratem był Henry G. Stebbins.

## Galeria

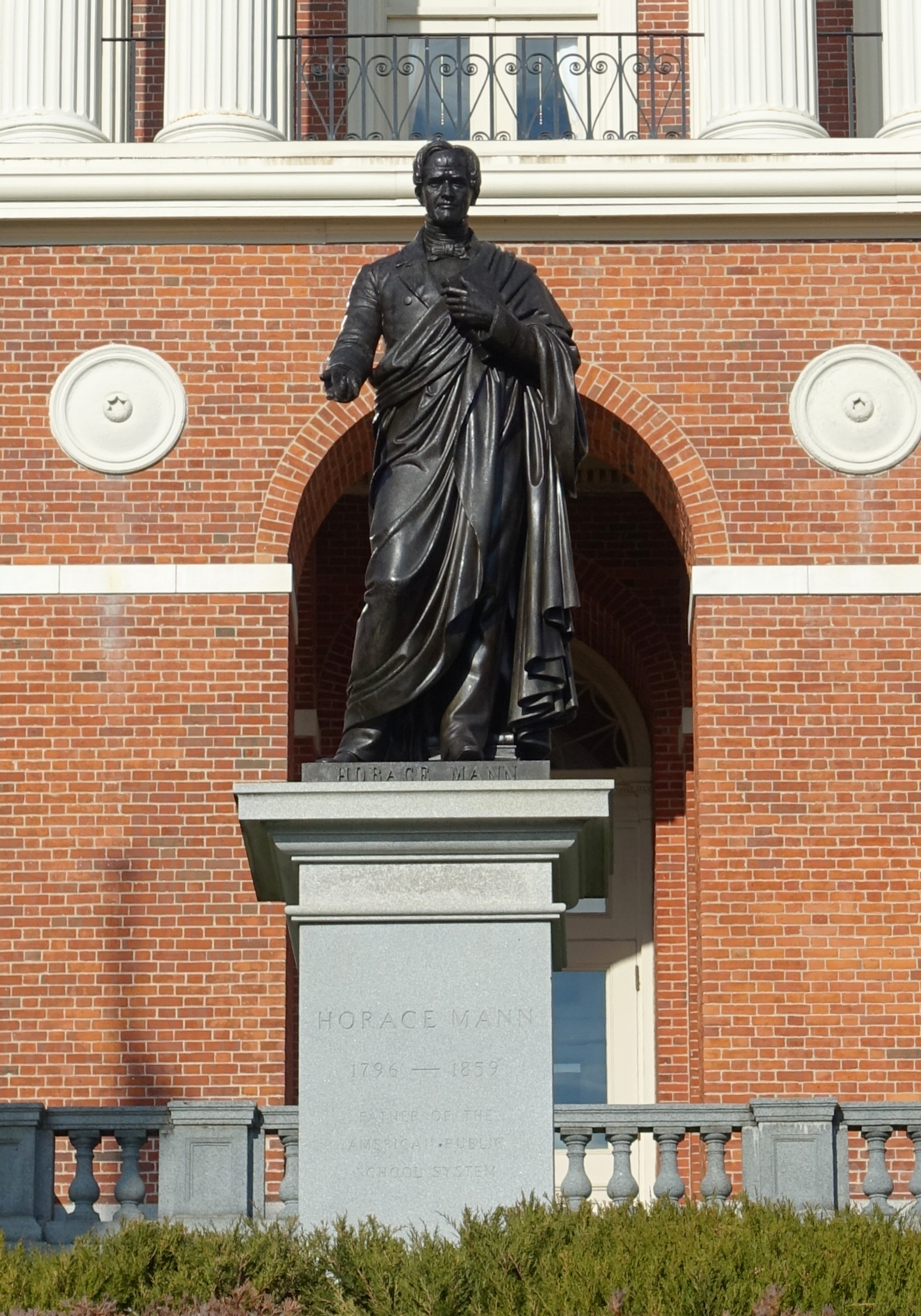
Horace Mann, Boston
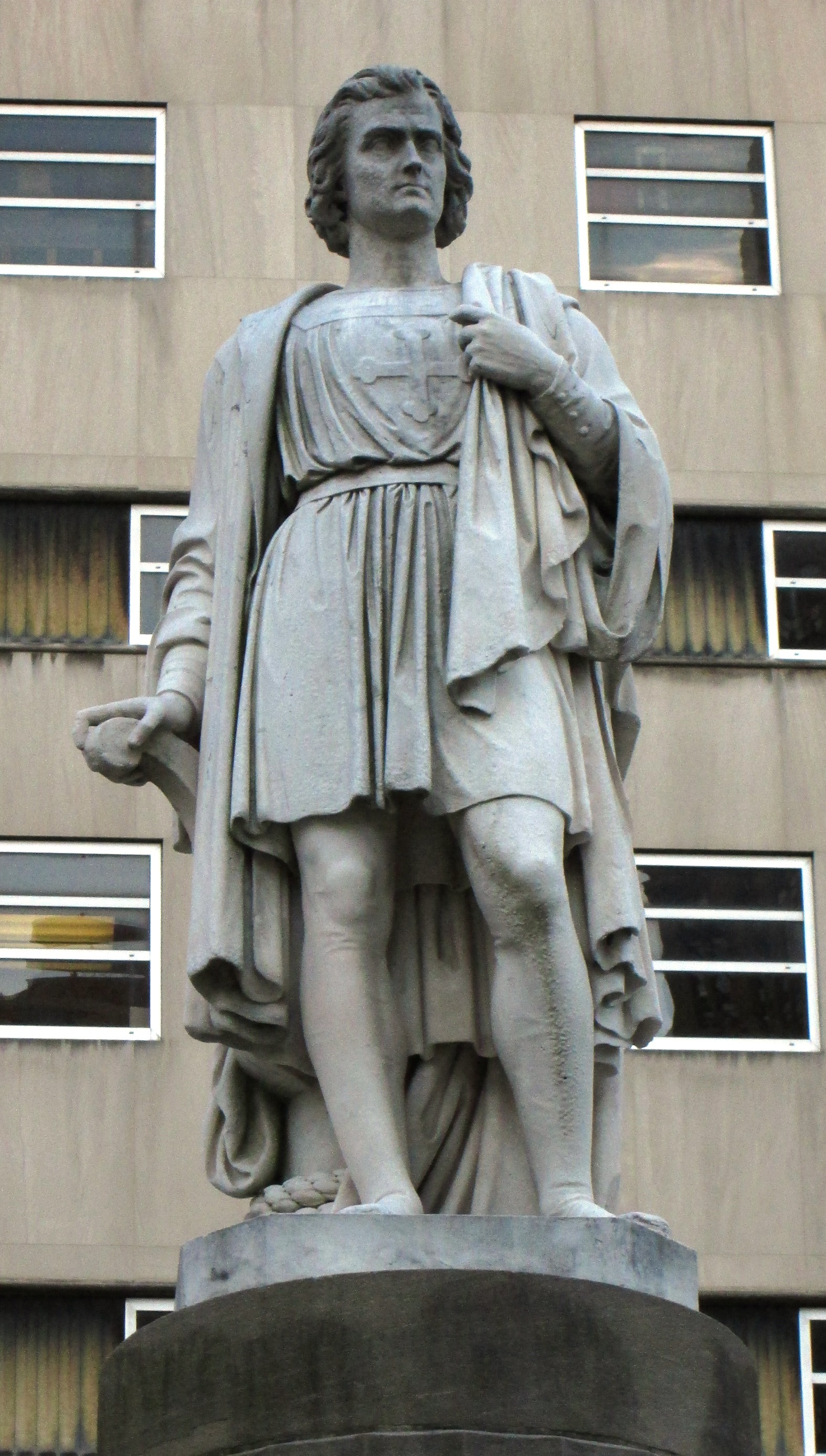
Christopher Columbus, Nowy Jork
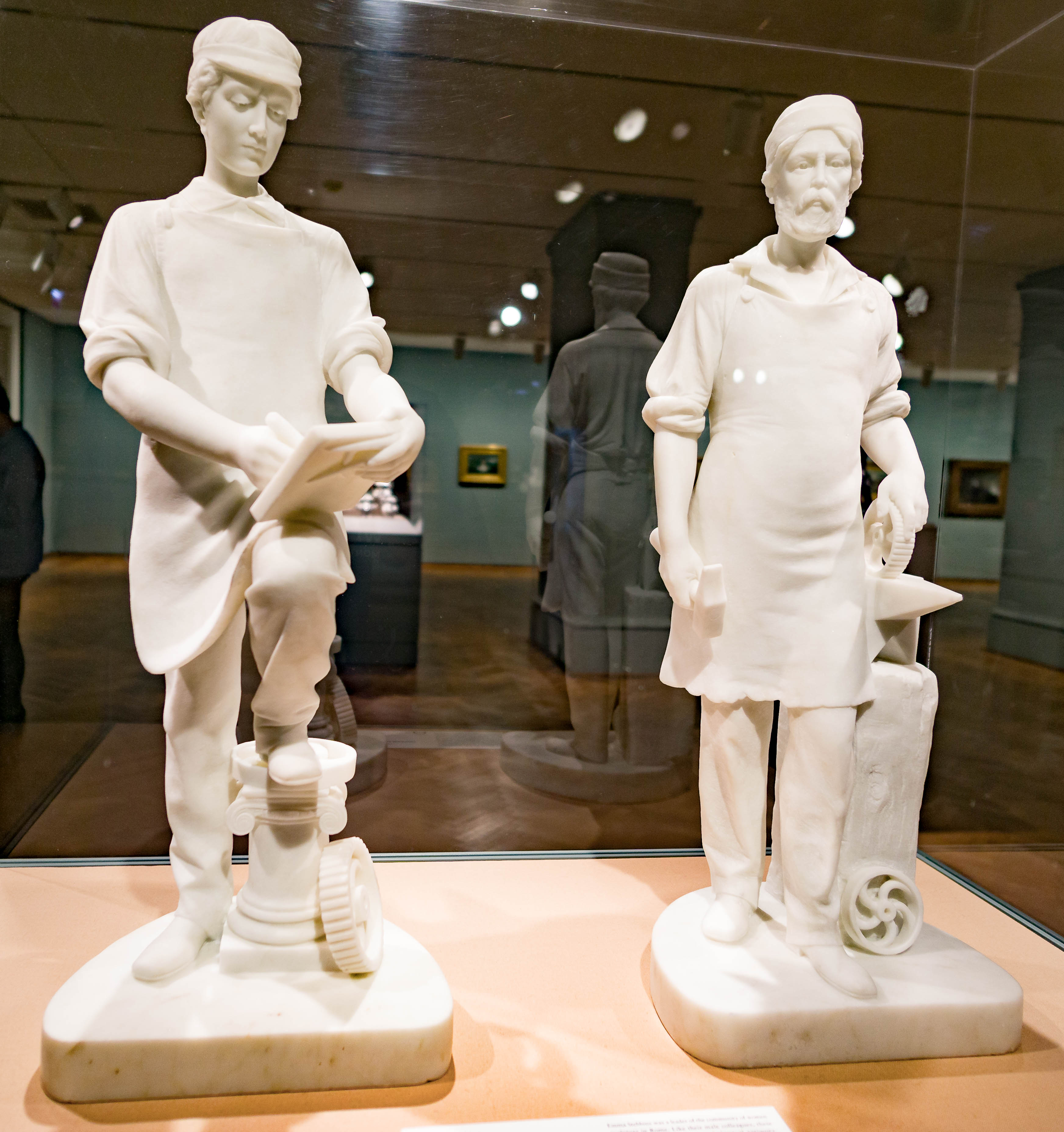
Machinist i Machinist's Apprentice, ok. 1859, Art Institute of Chicago
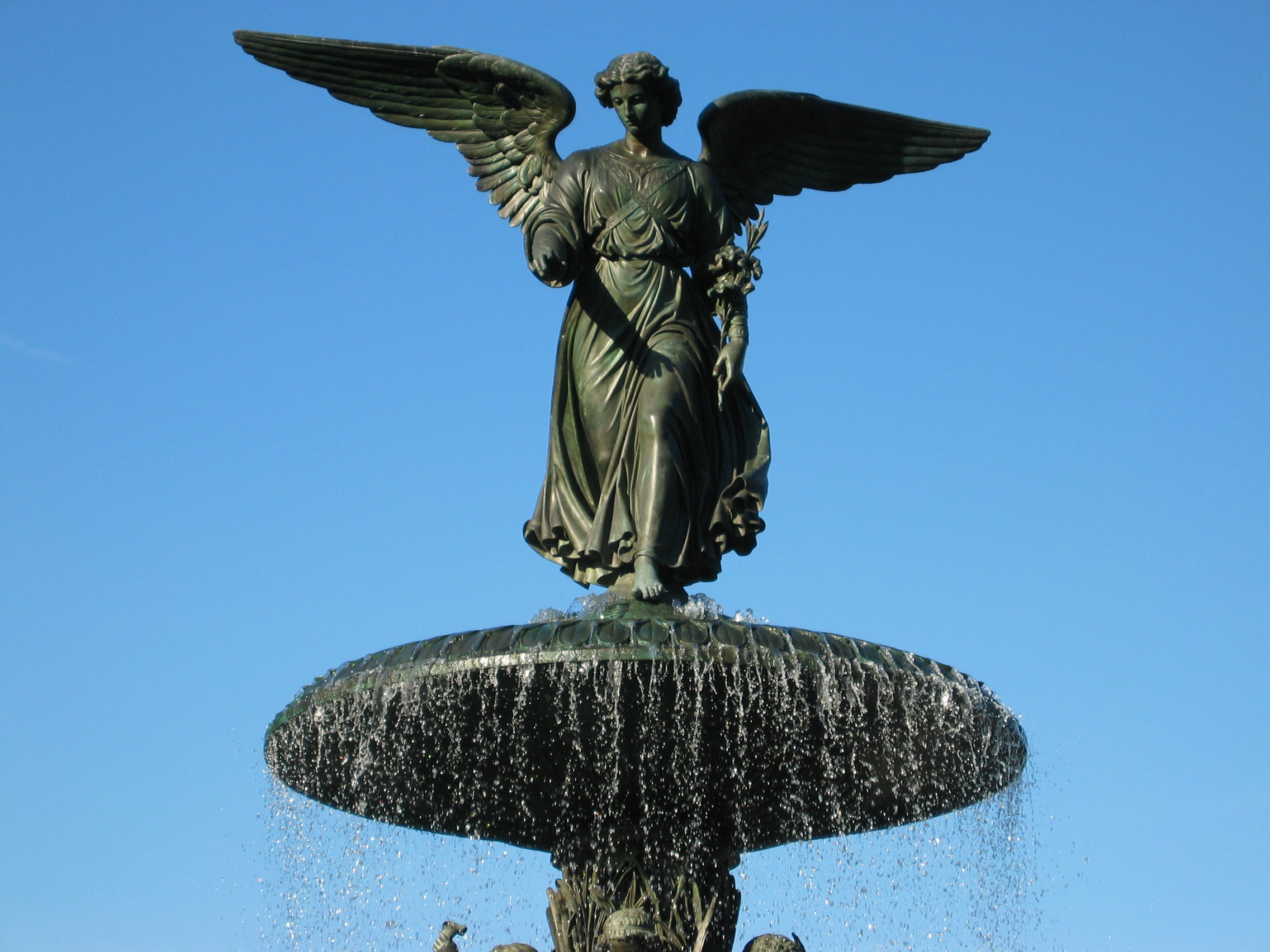
Angel of the Waters, Nowy Jork
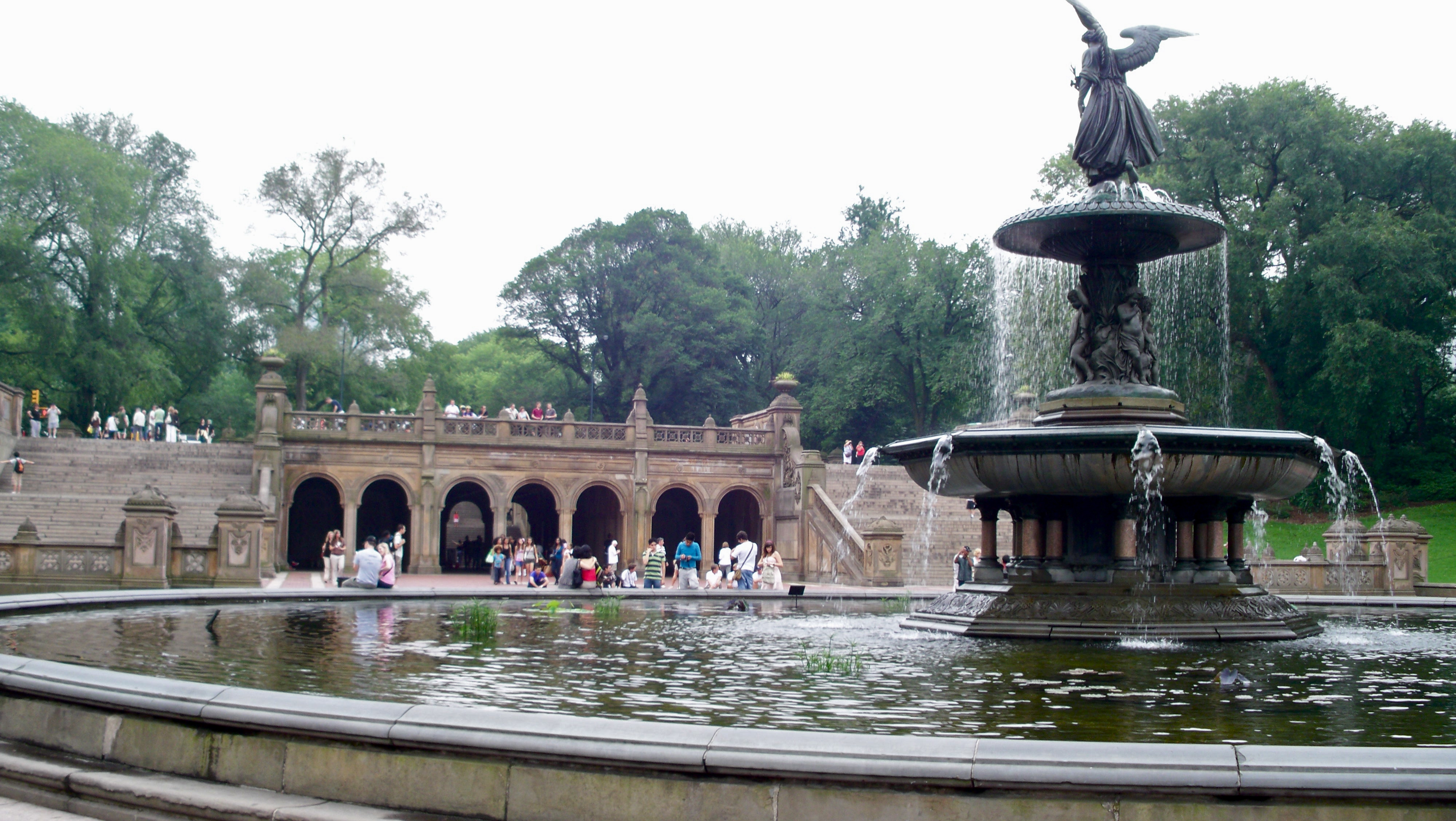
Angel of the Waters, Bethesda Fountain, Nowy Jork